# روتستئوس
روتستئوس (نمایان شده در سده چهارم)، که با عناوینی همچون روتستس و رادیستیس نیز شناخته میشود، یک پادشاهی فرعی گوتی زیر نظر سر دستۀ تروینیگان، آتاناریک بود. او پدر آتارید بود، فردی که در کشتن شهید مسیحی ساباس نقش اصلی را داشت.